# Virgilio Martínez Véliz

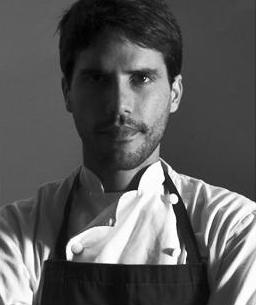
Virgilio Martínez Véliz (2011)

Virgilio Martínez Véliz (* 31. August 1977 in Lima, Peru) ist ein peruanischer Chefkoch und Unternehmer. Er gilt als Vertreter der neuen Generation der peruanischen Köche. 2023 erreichte sein Restaurant Central im Distrikt Miraflores von Lima Rang 1 in der Liste The World’s 50 Best Restaurants.

## Leben
Virgilio begann mit achtzehn Jahren das Studium der Rechtswissenschaft an der Universität von Lima, das er nach drei Jahren abbrach, um sich als Koch auszubilden. Er arbeitete in Restaurants wie dem Stage of Four Seasons in Singapur, Lutèce in Manhattan, Cab Fabes in Sant Celoni, Astrid y Gastón in Madrid und in Bogotá.

## Internationale Teilnahmen
- Fachsymposium Chef-Alps (Zürich)[1]
- Mesamérica (Mexiko-Stadt)[3]´
- Peixe em Lisboa (Lissabon, Portugal)[4]
- Melbourne Food & Wine Festival (Melbourne, Australien)[5]
- Identità Golose (Mailand, Italien)[6]
- Festival Cultura e Gastronomia Tiradentes (Minas Gerais, Brasilien)[7]
- Festa a Vico (Vico Equense, Italien)[8]
- Ñam Santiago (Santiago de Chile)[9]
- Savour (Singapur)[10]
- Gulfood (Dubai, Vereinigte Arabische Emirate)[11]
- Paris des Chefs (Paris, Frankreich)[12]
- Mistura (Lima, Peru)[13]
- Sabores de Perú (London, Vereinigtes Königreich)[14][15]
- Dos Semanas de Cocina Peruana (Rom, Italien)
- Perú Mucho Gusto (Madrid, Spanien)
- Vivamérica (Madrid, Spanien)
- Peru Food Festival (Hongkong)

## Projekte
Derzeit ist er der Chef und Eigentümer des Restaurante Central im Stadtteil Barranco von Lima. 2012 eröffnete er im Hotel Palacio Nazarenas in Cusco das Restaurant Senzo und in London das Restaurant LIMA.